# Walter Lüden
Walter Lüden (* 10. April 1914 in Hamburg; † 31. Dezember 1996 in Wyk auf Föhr-Boldixum) war ein deutscher Fotograf.

## Leben
Nach dem Besuch der Hindenburg-Oberrealschule begann Walter Lüden zunächst eine kaufmännische Lehre. Den Beruf übte er aber später nicht aus, sondern arbeitete nach einem Intermezzo bei der Polizei bei der Reichsflugsicherung auf der Bodenfunkstelle Hamburg-Fuhlsbüttel. Während des Zweiten Weltkriegs diente Lüden in der Wehrmacht.
Ende der 1920er-Jahre begann Lüden mit dem Fotografieren, anfangs mit einer einfachen Boxkamera, später mit einer Rolleicord und schließlich, als er das Fotografieren zu seinem Beruf gemacht hatte, mit einer Leica III b und Hasselblad.
Er entwickelte und vergrößerte die eigenen Bilder selbst, um daraus jeden gewünschten Effekt und die höchste Qualität zu holen.
Im Laufe der Jahre arbeitete Lüden für diverse Zeitungen und Zeitschriften, so zum Beispiel auch für das Hamburger Abendblatt.
Aber auch für andere Auftraggeber wie die Werften Blohm & Voss und Stülcken, die Hamburger Hochbahn oder das VW-Werk war er mit Aufnahmen für Prospekte und anderes Werbematerial tätig. Verschiedene Auftragsarbeiten führten ihn an Bord der Schiffe Wappen von Hamburg und Cap San Antonio. Während der Seereisen dokumentierte er unter anderem die verschiedenen Tätigkeiten der Besatzung für eine Ausstellung zur Nachwuchswerbung.
Besonders bekannt wurde Lüden durch seine zunächst privaten fotografischen Arbeiten im Hamburger Hafen. Er galt in einer Würdigung des Hamburger Abendblatts vom 10. April 1964 als „Hamburgs Hafenfotograf Nr. 1“.
Kurze Zeit später nahm Lüden seinen letzten Wohnsitz auf der Insel Föhr ein, arbeitete fortan an verschiedenen Kunstbildbänden und engagierte sich für die Erforschung der Geschichte der Insel Föhr.